# Tynnereds kyrka
Tynnereds kyrka är en kyrkobyggnad som tillhör Tynnereds församling i Göteborgs stift. Den ligger i stadsdelen Tynnered i Göteborgs kommun.

## Historia
Den första kyrkan som uppfördes på platsen 1967 var en vandringskyrka tillverkad av Oresjö Sektionshus AB efter ritningar av Torsten Hansson och Per Persson. Den flyttades vidare och blev Grevegårdens kyrka.

## Kyrkobyggnaden
Nuvarande kyrka uppfördes åren 1971-1973 efter ritningar av Stig Johansson vid John Snis arkitektkontor. Den invigdes på Jungfru Marie bebådelsedag 1973 av biskop Bertil Gärtner. 
Anläggningens byggnader är grupperade kring en gård på toppen av kyrkberget och omfattar själva kyrkorummet sammanbyggt med församlingslokaler, en fristående expeditionsbyggnad och klockstapeln av tegel och svart trä. Delarna får sin enhetlighet genom de ut- och invändiga, mörka fasadtegelväggarna med många koppardetaljer. Golven är täckta av keramikplattor.    
Kyrkorummet har en ansenlig takhöjd med ett rakt avslutat kor i fullbredd i väster och ett sidoskepp med ett dopkapell i söder. Det från början sparsamt dekorerade rummet har förändrats genom senare tillägg. 

## Inventarier
- En triptyk i trä med ikoner målade av Erland Forsberg och inköpt 1987.
- En skulptur i korets högra del utförd av Torsten Renqvist.
- Orgeln med 22 stämmor kommer från Hammarbergs Orgelbyggeri AB.